# Анди
Анди (шп. Cordillera de los Andes) представљају венац планина на западу Јужне Америкеуз саму обалу Тихог океана. Представљају наставак северног венца Кордиљера од Карипског мора до Огњене земље, на дужини од 8.900 km. Протежу се кроз седам држава Јужне Америке. Највиши врх Анда је Аконкагва 7040 м. Анди су најдужи континентални планински масив на свету. Они формирају непрекидну планину дуж западне ивице Јужне Америке. Овај планински ланац је најшири између латитуда 18° јужно и 20° јужно. Његова просечна висина је око 4000 m. Анди се протежу од севера ка југу кроз седам јужноамеричких држава: Венецуела, Колумбија, Еквадор, Перу, Боливија, Аргентина и Чиле.
Анди се уздужно подељени у неколико венаца, који су раздвојени интермедијарним депресијама. Анди су локација са неколико високих платоа. На неким од њих се налазе велики градови као што су Кито, Богота, Арекипа, Медељин, Сукре, Мерида и Ла Паз. Алтиплано плато је други по висини након Тибетанског платоа. Ови планински ланци се групишу у три главне целине на бази климе: Тропски Анди, Суви Анди, и Влажни Анди. Анди су исто тако део америчких Кордиљера, ланца планинских венаца који се састоје од скоро непрекидне секвенце планинских венаца који формирају западну основу Северне Америке, Централне Америке, Јужне Америке и Антарктика.
Анди су највећи планински ланац на свету изван Азије. Највиша планина изван Азије, планина Аконкагва, уздиже се на висину од око 6961 m изнад мора. Врх вулкана Чимборасо у еквадорским Андима је даље од центра Земље од било које друге локације на земљиној површини, услед екваторијалног испупчења узрокованог земљином ротацијом. Највиши вулкани на Земљи су у Андима, укључујући Охос дел Саладо на граници Чилеа и Аргентине, који се уздиже до 6,893 m.
Набирање Анда на њиховом источном ободу започето је већ крајем палеозоика. Њихов дуги и високи труп издигнут је у терцијару у целости. Садашњи рељеф Анди су добили крајем најмлађег терцијарног раздобља, плиоцена, када се извршило последње јако издизање и када је подмлађена ерозија почела урезивати садашње облике.

## Етимологија
Етимологија речи Анди је била предмет расправа. Већински консензус је да назив потиче од Кечуанске речи анти, која значи "исток" као у Антисују (Кечуански за „источни регион“), један од четири региона царства Инка.

## Географија
Анди се могу поделити у три секције:
1. Јужни Анди (јужно од Љуљаиљака) у Аргентини и Чилеу;
2. Централни Анди У Еквадору, Перуу, и Боливији
3. Северни Анди (северно од Нудо де Паста) у Венецуели и Колумбији, који се састоје од три паралелна ланца, западног, централног, и источног (западни, централни и источни кордиљери).

У северном делу Анда, изоловани ланац Сијера Невада де Санта Марта се често сматра делом Анда. Термин кордиљери потиче од шпанске речи cordel, са значењем „канап“. Ланац Анда је око 200 km широк по својој целокупној дужини, изузев у Боливијској флексури, где има ширину од око 640 km. Острва Приветринских Антила Аруба, Бонер, и Курасао, која леже у Карипском мору уз обалу Венецуеле, су сматрана потопљеним врховима екстремне северне ивице Андског ланца, али текуће геолошке студије показују да таква симплификација не оправдава комплексне тектонске границе између Јужно Америчког и Карибског платоа.

## Геологија
Анди су мезозоичко–терцијарни орогенезни планински појас дуж ватреног појаса Пацифика, зоне вулканске активности која обухвата Пацифички обруч Америка, као и Азијско-Пацифичког региона. Анди су резултат процеса тектонике плоча, узрокован субдукцијом океанске коре испод Јужноамеричке плоче. То је резултат конвергентне границе плоча између Насканске плоче и Јужноамеричке плоче. Главни узрок пораста Анда је компресија западног обода Јужноамеричке плоче услед субдукције Насканске плоче и Антарктичке плоче. На истоку, венац Анда је ограничен са неколико седиментних басена, као што су Ориноко, Амазонски басен, Мадре де Диос и Гран Чако, који одвајају Анде од древних кратона у источној Јужној Америци. На југу, Анди деле дугу границу са бившим Патагонијским тераном. На западу, Анди се завршавају у Тихом океану, мада се Перуанко-Чилеански јарак може сматрати њиховим ултиматним западним лимитом. Са географског гледишта, сматра се да је западна граница Анда обележена појавом приобалске низије и мање наборане топографије. Анди садрже велике количине руде гвожђа лоциране у многим планинама унутар ланца.
Андска орогенеза има серију кривина или ороклина. Боливијски ороклин је конкавно повијен дуж обале Јужне Америке и планина Анди на око 18° ЈГШ. У тој тачци оријентација Анда се мење из северозападне у Перуу у јужну у Чилеу и Аргентини. Сегменти Анда северно и јужно од ороклина су ротирани 15° до 20° супротно смеру казаљки на сату и у смеру казаљки на сату. Боливијска ороклинска област се преклапа са облашћу максималне ширине Алтиплано платоа и према Исаксу (1988) ороклин је повезан са скраћивањем коре. Специфична тачка на 18° Ј где се обала превија је позната као „Арикин лакат”". Даље на југ лежи Маиро ороклин или Маиро транзициона зона лоцирана између 30° ЈГШ и 38° ЈГШ са прекидом тренда на 33° ЈГШ. У близини јужног врха Анда лежи Патагонијски ороклин.

### Орогенеза
Западни обод Јужноамеричке плоче је било место неколико преандијких орогенеза од барем касног протерозоика и раног палеозоика, кад се неколико терана и микроконтинената сударило и повезало са древним кратонима источне Јужне Америке, до тада јужноамеричког дела Гондване.
Формирање модерних Анда је почело са догађајима током тријаса кад је Пангеа почела да се распада, што је довело до формирања неколико рифтова. Развој се наставио током периода јуре. Током периода креде Анди су почели да попримају њихову садашњу форму, путем подизања, формирања раседа и набора седиментарних и метаморфних стена древних кратона на истоку. Издизање Анда није било константно, и различити региони имају различите степене тектонског стреса, издизања, и ерозије.
Тектонске силе изнад зоне субдукције заједно са целокупном западном обалом Јужне Америке где Насканска плоча и део Антарктичке плоче клизе испод Јужноамеричке плоче настављају да производе текућа орогена догађања која доводе до мањих и већих земљотреса и вулканске ерупције до данашњег дана. На екстремном југу, главни трансформни расед раздваја Огњену земљу од мале Скотијске плоче. Дуж 1000 km широког Дрејковог пролаза леже планине Антарктичког полуострва јужно од Скотијске плоче која изгледа да је наставак Андског ланца.
Региони непосредно источно од Анда доживљавају серију промена које су последица орогенезе Анда. Делови Сунсаске орогенезе у Амазонијском кратону су нестали са површине надвлачењем Анда. Сијера де Кордоба, где се ефекти древне Пампеанске орогенезе могу уочити, дугују своје модерно издигнуће и рељеф Андској орогенези у терцијару. Даље на југ у јужној Патагонији почетак андске орогенезе је узроковао да Магаљанески басен еволуира из екстензивног изалучног басена током мезозоика до компресионог предњег басена током кенозоика.

### Андски вулкански појас
Андски вулкански појас је главни вулкански појас дуж Андских кордиљера. Простире се кроз Аргентину, Боливију, Чиле, Колумбију, Еквадор и Перу. Формиран је као резултат субдукције Наска и Антарктичке плоче под Јужноамеричку плочу. Појас је подељен на четири главне вулканске зоне које су раздвојене вулканским „јазовима”. Вулкани у појасу разноврсни су у погледу морфологије, карактера ерупције и њених продуката. Неке разлике међу вулканима проистичу из њихове локације, односно припадању одређеној вулканској зони, мада постоје и значајне разлике унутар истих вулканских зона, па чак и између суседних вулкана. Упркос томе што су за овај појас карактеристични калк-алкални и субдукциони вулканизам, због присуства система рифтова и зона истезања, транспресионих раседа, субдукције средњоокеанских гребена и ланаца подморских планина, као и због великих распона у дебљини Земљине коре и путева издизања магме, односно различитих количина асимиловане Земљине коре, он се одликује широким спектром вулканско-тектонских поставки.
Ромерал у Колумбији је најсевернији активни вулкан Андског вулканског појаса. Јужно од 49° ЈГШ, у оквиру аустралне вулканске зоне, вулканска активност опада са најјужнијим вулканом Фуегуином у архипелагу Огњена земља.

## Клима и хидрологија
Клима у Андима знатно варира у зависности од латитуде, надморске висине и близине мора. Температура, атмосферски притисак и влажност су нижи на вишим надморским висинама. Јужна секција је кишна и хладна, док је централна сува. Северни Анди су типично кишни и топли, са просечном температуром од 18 °C у Колумбији. Клима се може драстично променити на веома кратким растојањима. Кишне шуме постоје само неколико миља од снегом покривеног врха Котопакси. Планине имају велики ефекат на температуре оближњих области. Линија снега зависи од локације. Она је између 4,500 and 4,800 m (14,76 and 15,75 ft) у тропско еквадорским, колумбијским, венецуеланским, и северно перуанским Андима, подиже се до 4,800—5,200 m (15,75—17,06 ft) на сувљим планинама јужног Перуа јужно до северног Чилеа јужно до око 30°Ј, затим се спушта на 4500 m на Аконкагви на 32°Ј, 2000 m на 40°Ј, 500 m на 50°Ј, и само 300 m у Огњеној земљи на 55°Ј; од 50°Ј, неколико од највећих глечера спушта се до нивоа мора.
Анди Чилеа и Аргентине се могу поделити у две климатске и глациолошке зоне: Суви Анди и Влажни Анди. Пошто се Суви Анди протежу од латитуда Атакама пустиње до области реке Мауле, преципитација је у знатној мери спорадична и јављају се знатне температурне осцилације. Линија равнотеже може се драстично померити током кратких временских периода, остављајући целокупне глечере у аблационој области или у акумулационој области.
У високим Андима централног Чилеа и провинције Мендоза, камени глечери су већи и чешћи од ледених глечера; до тога долази услед високог излагања сунчевом зрачењу.
Преципитација се повећава са надморском висином. Упркос тога преовладавају семиаридни услови на висинама од скоро 7000 m највиших планина Анда. Ова сува степенска клима се сматра типичном за суптропску позицију на 32–34° Ј. Дна долина немају шуме, већ само патуљасто жбуње. Највећи глечери, као што су Пломо и Орконес глечери, не досежу чак ни 10 km дужине и имају само незнатну дебљину леда. Међутим, у глацијалним временима, пре око 20.000 година, глечери су били више од десет пута дужи. На источној страни ове секције Мендозиних Анда, они су текли на ниже до 2060 m, а на западној страни до око 1220 m. Масиви Серо Аконкагве (6,961 m), Серо Тупунгато (6,550 m) и Невадо Хункал (6,110 m) су десет километара један од другог и били су повезани заједничком мрежом ледених струја. Андске дендритске глечерске руке, нпр. компоненте долине глечера, су биле до 112,5 km дуге, преко 1020, нпр. 1250 m дебеле и премоштавале су вертикално растојање од 5150 m. Климатска глечерска линија снега је била спуштена са садашњих 4600 m на 3200 m током глечерских времена.

## Подела
Планински венац Анда дели се на пет физичко-географских целина: Карипски Анди и Северни Анди у екваторијалном и субекваторијалном појасу, затим Централни Анди у тропском појасу, Чилеанско-аргентински Анди у суптропском појасу и на крају Јужни (Патагонијски) Анди у умереним пределима.